# 下城子城址
下城子城址，位于中国甘肃省张家川回族自治县，为一个省级文物保护单位，类型为古遗址。
下城子城址的历史年代为汉至宋。